# Полиметрия (поэзия)
Полиметри́я (от др.-греч. πολυ-, πολύς — «много» + μέτρον — «мера, размер») — сочетание разных стихотворных размеров внутри одного произведения.
Полиметрия может действовать как в пределах стиха, так и в пределах строфы; быть упорядоченной или неупорядоченной. Чаще она встречается в произведениях большого объёма, реже — в небольших стихотворениях.
Полиметрия может быть мотивирована как прагматикой, так и семантикой стиха. Так, в крупной форме, особенно в драматургии, она обусловлена прежде всего сменой субъекта речи, введением в стихотворный текст голосов, принадлежащих разным персонажам. Полиметрия может также мотивироваться переменой темы, эмоции, стилистического регистра или, в новейшей поэзии, оставаться семантически немотивированной и служить исключительно цели придания стиху разнообразия и напряжённости.
Полиметрия известна со времён Античности; в Новое время встречается в поэзии барокко и романтизма. В русской поэзии XVIII века она была связана в основном с музыкальными жанрами: переменным размером писали либретто опер, хоры, кантаты. На рубеже XVIII—XIX веков сфера употребления полиметрии расширилась: она проникла в эпос (поэмы М. Хераскова, В. Капниста, А. Радищева) и постепенно утратила музыкальные ассоциации. Поэты пушкинской эпохи видели в полиметрии дисгармонию и относились к ней сдержанно; напротив, поэты-романтики 1830-х годов (А. Полежаев, А. Подолинский, Е. Ростопчина, В. Бенедиктов, Ф. Глинка и др.) вновь обратились к широкому её употреблению. Во второй половине XIX века полиметрия могла как служить для ритмического выделения отдельных фрагментов, так и представлять собой чередование разноразмерных фрагментов без преобладания одного размера над другими; в крупнейшем полиметрическом произведении эпохи — поэме Некрасова «Современники» (1875) — представлены оба типа. Наконец, в XX веке стремление к богатству и разнообразию поэтических форм способствовало широкому использованию полиметрии; стали появляться полиметрические стихотворные циклы («На поле Куликовом» А. Блока, 1908), крупные формы («Царь-Девица» М. Цветаевой, 1920), драмы («Роза и крест» А. Блока, 1912) и отдельные стихотворения (у А. Блока, В. Маяковского, А. Введенского, Н. Заболоцкого и др.). Наконец, в поэзии В. Хлебникова переходы от одного размера к другому возникают в пределах максимально коротких отрезков, иногда внутри одного предложения, при этом не имеют тематической обусловленности; М. Гаспаров предложил для подобного стиха термин «микрополиметрия», В. Холшевников — «зыбкий метр».